# Голяма-Долина
Голяма-Долина (болг. Голяма долина) — село в Болгарии. Находится в Хасковской области, входит в общину Маджарово. Население составляет 6 человек.

## Политическая ситуация
Голяма-Долина подчиняется непосредственно общине и не имеет своего кмета.
Кмет (мэр) общины Маджарово — Милко Петков Армутлиев (Земледельческий народный союз (ЗНС)) по результатам выборов.